# 非單配偶制

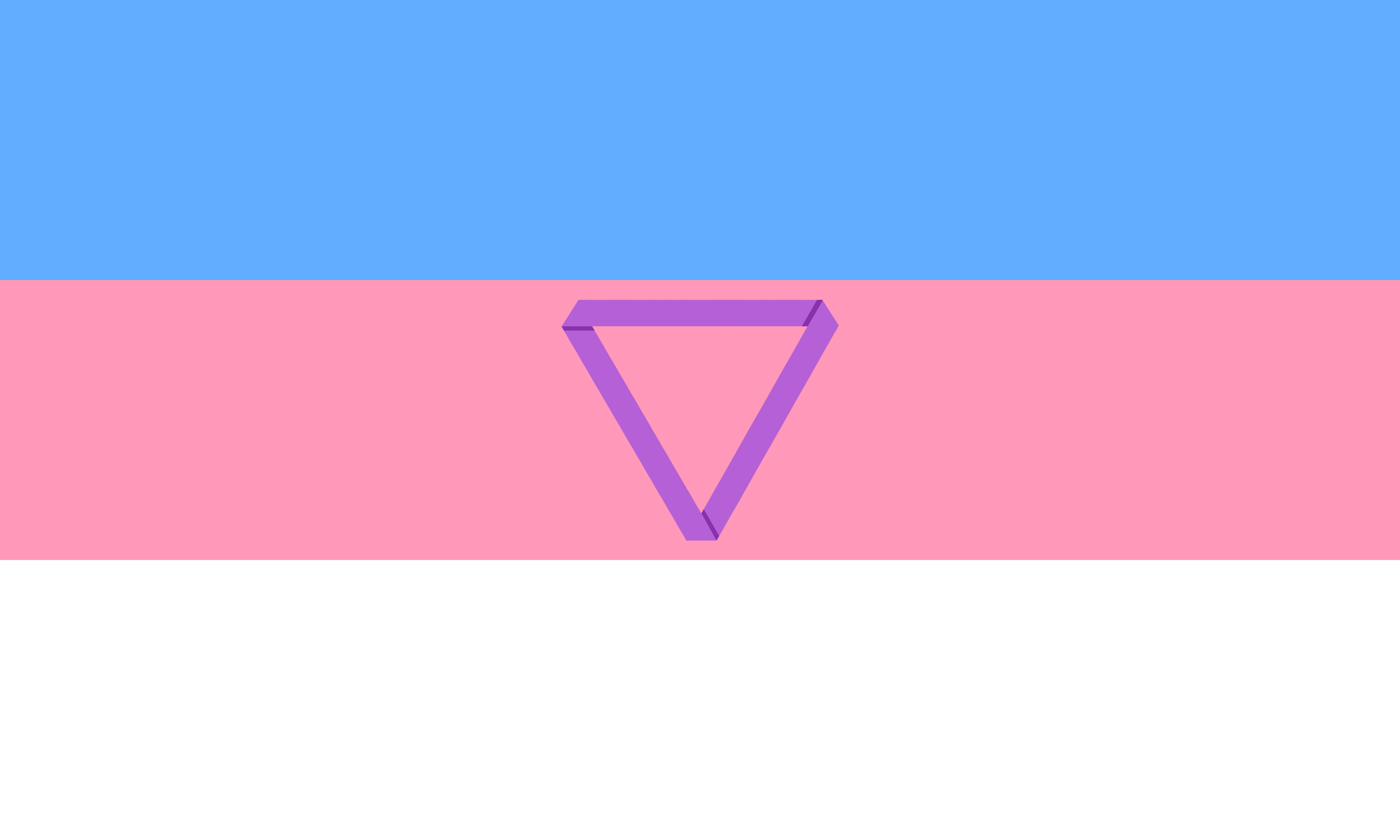
非一對一伴侶關係自我肯定旗

非一對一伴侶關係（英語：Non-monogamy），或稱非單一伴侶關係、非單配偶制、非一夫一妻制，是所有不屬於或不嚴格遵循單一伴侶關係的亲密关系的理論與實踐的總稱。故而，非一對一伴侶關係囊括婚外性行為、群婚、多元之愛。這包括但不意味著婚姻不忠，由於有自覺踐行非一對一伴侶關係的人要求關係各方都知情同意所處關係並對彼此承諾，不忠在許多非一對一伴侶關係中仍被視爲不當行爲。
具體而言，非一對一伴侶關係削弱或消解對排他性的要求，參與其中的個人可以同時維繫多向的浪漫關係或（與）性關係。据引心理學家Jessica Fern，截至2020年9月，約有4%即近1600萬美國人正在踐行非一對一的伴侶關係。2016年一項研究表明，超過21%的美國人在人生中嘗試過合意的非一對一的伴侶關係。2020年1月，YouGov的一項民意調查顯示，大約三分之一的美國人認爲理想的親密關係應在一定程度上屬於非一對一伴侶關係。

## 術語
實務中非一對一伴侶關係的许多术语都是含混的，诸如“關係”或“愛”等定義所用概念的定義本身就是主观的。非一對一伴侶關係的一些樣式的踐行者透過前置定語劃清界限，例如“正當的非一對一伴侶關係 (ethically non-monogamous) ”，藉此拒斥不忠及通奸。
- 多配偶制
- 多元之愛
- 多角忠誠
- 群婚
- 开放式关系
- 自由恋爱主义
- 三角家庭
- 交換配偶

多配偶制（Polygamy）和多元之愛（Polyamory）時與非一對一伴侶關係混淆。多配偶制則屬配偶制度，配偶是正式或事實上的結合；而非一對一伴侶關係涵蓋一切不嚴格遵循單一伴侶關係的關係，不論結合與否，故而包含多配偶制。多元之愛著重在愛戀關係；而非一對一伴侶關係涵蓋性、浪漫、親密等一切伴侶關係，亦無論有無知情合意，因此二者内涵不同，非一對一伴侶關係包含多元之愛。

## 健康
坊間通常預設非一對一伴侶關係的踐行者性傳染病感染率較高，但是研究表明他們感染性傳染病的风险并不高于單配偶制人群。這是因爲非一對一伴侶關係的踐行者更有可能定期接受測試，并對其測試結果更加開明，較少對陽性反應感到耻辱，從而選擇更佳治療，進而減少疾病傳播。